# Milen Dimitrow
Milen Dimitrow (bg. Милен Димитров; ur. 21 lipca 1991)  – bułgarski zapaśnik walczący w stylu klasycznym.
Zajął 21. miejsce na Uniwersjadzie w 2013, jako zawodnik National Sports Academy Wasił Lewski w Sofii. Jedenasty w Pucharze Świata w 2013 roku.